# Sic transit gloria mundi
Sic transit gloria mundi is een uitspraak in het Latijn, die betekent: Zo vergaat de wereldse grootsheid, Zo vergaat 's werelds roem of Zo vergaat de heerlijkheid van de wereld. Het is een toespeling op de vergankelijkheid van alles wat ooit groot is geweest.
De zin werd gebruikt door de pauselijke ceremoniemeester bij de pauskroning. Hierbij wordt geroepen: "Sancte Pater, sic transit gloria mundi!" Het is mogelijk afgeleid van de zin "O quam cito transit gloria mundi" uit De imitatione Christi van Thomas à Kempis, dat vermoedelijk weer gebaseerd is op 1 Johannes 2:17.